# Вилер (Илиноис)
Вилер (енгл. Wheeler) град је у америчкој савезној држави Илиноис.

## Демографија
По попису из 2010. године број становника је 147, што је 28 (23,5%) становника више него 2000. године.
| Група             | 2000.       | 2010.       |
| Белци             | 115 (96,6%) | 146 (99,3%) |
| Афроамериканци    | 0 (0,0%)    | 0 (0,0%)    |
| Азијати           | 0 (0,0%)    | 0 (0,0%)    |
| Хиспаноамериканци | 4 (3,4%)    | 1 (0,7%)    |
| Укупно            | 119         | 147         |